# Tudor Dumitru Savu
Tudor Dumitru Savu (n. 1 februarie 1954, Râmnicu Vâlcea, România – d. 19 octombrie 2000, Cluj-Napoca, România) a fost un scriitor român.

## Biografie
După terminarea facultății, a lucrat mai întâi ca profesor în mediul rural, după care a fost angajat de către Dumitru Radu Popescu la revista Tribuna din Cluj. Ulterior a fost și director al TVR, filiala Cluj și cercetător la Institutul „Sextil Pușcariu” al Academiei Române, filiala Cluj.
A colaborat la Echinox, Napoca universitară, România literară, Suplimentul literar-artistic al „Scânteii tineretului”, Cronica, Vatra, Steaua etc.
A fost căsătorit cu Cătălina, cu care a avut un fiu, Șerban.

## Opera
- Marginea Imperiului, Editura Dacia, Cluj-Napoca, 1981
- Treizecișitrei, Editura Cartea Românească, București, 1982
- De-a lungul fluviului, Editura Dacia, Cluj-Napoca, 1985
- Fortul, Editura Militară, București, 1988
- Cantacuzina, Editura Mesagerul, Cluj, 1995
- Echipa Generalului, București, 2001

## Premii și distincții
- Premiul „Mihail Sadoveanu” al Asociației Scriitorilor din Iași (1981)
- Premiul CC al UTC (1982)
- Premiul Academiei Române (1995)
- o sală de lectură a Bibliotecii Județene „Octavian Goga” îi poartă numele[6]